# Heilige olie

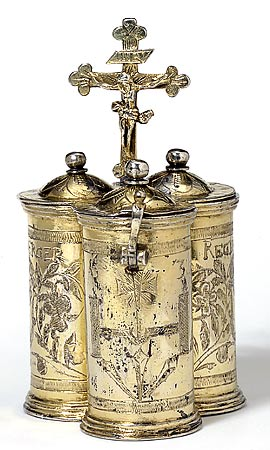
Duitse Chrismale voor heilige olie uit 1636

In de Katholieke Kerk vormen het chrisma, de ziekenolie en de catechumenenolie de drie heilige oliën. Ze worden bewaard in een olievaatje. Jaarlijks op of rond Witte Donderdag (dikwijls op de woensdag in de Goede Week) worden de ziekenolie en de catechumenenolie door de bisschop gezegend en wordt het chrisma plechtig gewijd tijdens de chrismamis.
- De catechumenenolie ook wel olie van de geloofsleerlingen genoemd wordt gebruikt bij de zegening van de catechumenen, wanneer deze worden voorgesteld aan de kerkelijke gemeenschap. Wanneer de voorbereiding op het doopsel plaatsvindt in de veertigdagentijd is deze zegening met catechumenenolie op of rond Aswoensdag. Daarnaast wordt de catechumenenolie soms gebruikt bij de wijding van het doopwater in de Paaswake.
- Het chrisma wordt gebruikt bij het sacrament van het doopsel, het sacrament van het vormsel en het sacrament van de wijding.
- De ziekenolie wordt gebruikt bij het sacrament van de ziekenzalving.

Overgebleven Heilige olie mag niet worden weggegooid maar wordt met wat watten verbrand.

## De Heilige olie van dezalvingvan een koning
Ook koningen worden met een speciale "heilige" olie gezalfd. Hiervoor gebruikt men de fijnste olie uit de walvis. Een koning werd bij de kroningsceremonie de "gezalfde des Heren" wanneer een priester met olie zes kruisjes op zijn voorhoofd, handen, borst en voeten aanbracht. De kostbare ampulla waarmee dit in Frankrijk gebeurde was "uit de hemel komen vallen" en werd in Saint-Denis bewaard. Tijdens de Franse Revolutie werd de ampulla vernield en de olie weggegooid.
De Britse vorstin Elizabeth II werd tijdens haar kroning in 1953 nog op traditionele wijze gezalfd.

## Bereiding
De samenstelling van heilige olie wordt beschreven in Exodus 30:22-25
- mirre (מר דרור mar deror) 500 shekels (ca. 6 kg)
- kaneel (קינמון בשם kinnemon besem) 250 shekels (ca. 3 kg)
- Kaneh bosm (קְנֵה-בֹשֶׂם kaneh bosm) 250 shekels (ca. 3 kg)
- Cassia (קדה kiddah) 500 shekels (ca. 6 kg)
- Olijfolie (שמן זית shemen sayith) ca. 4-7 liter afhankelijk van de interpretatie.